# Euclystis laluma
Euclystis laluma là một loài bướm đêm trong họ Erebidae.